# Kayero-Bo
Ne doit pas être confondu avec Kayero-Tio.
Kayero-Bo est une commune rurale située dans le département de Léo de la province de Sissili dans la région du Centre-Ouest au Burkina Faso.

## Géographie
Kayero-Bo est située à 15 km au nord de Léo et est traversée par la route nationale 13.

## Éducation et santé
La commune accueille un centre de santé et de protection sociale (CSPS).